# Мэн, Пьер-Жюль
Пьер-Жюль Мэн (фр. Pierre-Jules Mêne; 25 марта 1810, Париж, Франция — 20 мая 1879, Париж, Франция) — французский скульптор-анималист.

## Биография и творчество
Пьер-Жюль Мэн родился в Париже в 1810 году в семье мастера-литейщика. Отец сам обучил мальчика методам обработки металлов, и юный Мэн начал создавать маленькие скульптуры. Он не получил специального образования ни в одной из известных школ, но прошёл некоторое обучение у скульпторов Рене Компера (René Compaire) и Антуана-Луи Бари в Париже. Как и многие другие известные скульпторы, Мэн начинал свою карьеру с изготовления декоративных моделей для изготовителей фарфора. Создавал художественное оформление для часов, а также выполнял небольшие коммерческие заказы из бронзы.
В 1837 году Мэн основал свою первую литейную мастерскую. В 1838 году он уже дебютировал в Парижском Салоне, где получил одобрение критиков и всеобщее признание.
До самой смерти Мэн ежегодно участвовал в Парижском Салоне со своими работами, которые не раз были удостоены высоких наград и отмечены премиями. Мэн был постоянным участником Всемирных выставок в Лондоне, где был удостоен ордена Почётного легиона.
Мэн был чрезвычайно популярен как в Англии, так и во Франции. Он был удостоен многих наград: медаль 2-го места в 1848 году, медаль 1-го места в 1852 и 1861 годах, и медаль 3-го места в 1855 году. В 1861 году он получил Крест Легиона Чести.
Английская пресса хвалила его «за совершенство в моделировании животных, в правильности отображения и красоты его представлений».
Мэн работал в основном с домашними животными. Его работы — «Собака, нападающая на лису», «Лошадь с нападающим волком» — признаны эталоном в анималистике. А качество его работ в обработке металлов сделали его авторитетом литейного производства. Его мастерские были всегда заполнены заказами. Мэн выпускал свои каталоги, в которых были представлены более 150 предметов.
Скульптуры Мэна имели большой успех у парижской аристократии, их приобретали для оформления интерьера и для частных коллекций.
К концу жизни Мэн передал бразды правления литейными мастерскими своему зятю, также впоследствии известному скульптору-анималисту, Огюсту Николя Каэну, который в течение двенадцати лет продолжал выпуск изделий с безупречным качеством.
В 1894 году, после смерти Каэна, последний из литейных заводов Мэна был закрыт, а остаток моделей продан литейному заводу Susse Frères, который продолжал отливать работы Мэна с печатью литейного завода, «впечатывая» в них технологии двадцатого века. Работы Мэна тиражировались в бронзе, серебре, шпиатре, чугуне, терракоте. По его моделям и образцам работали многие мастерские не только во Франции, но и в Германии.
Сегодня работы Мэна встречаются во всем мире, включая такие музеи, как Музей Эшмола, Лувр, Метрополитен-музей.

## Галерея

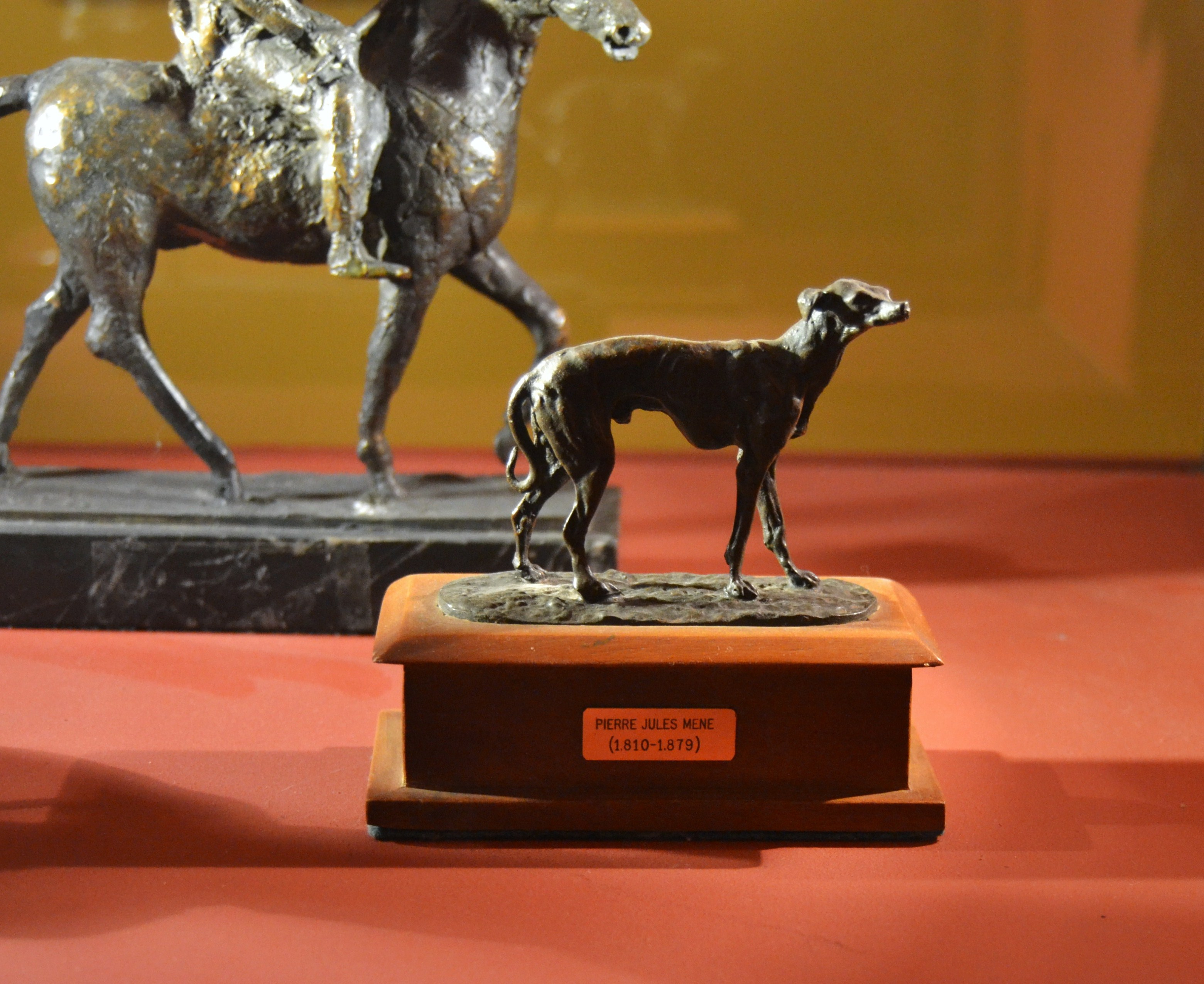
Борзая
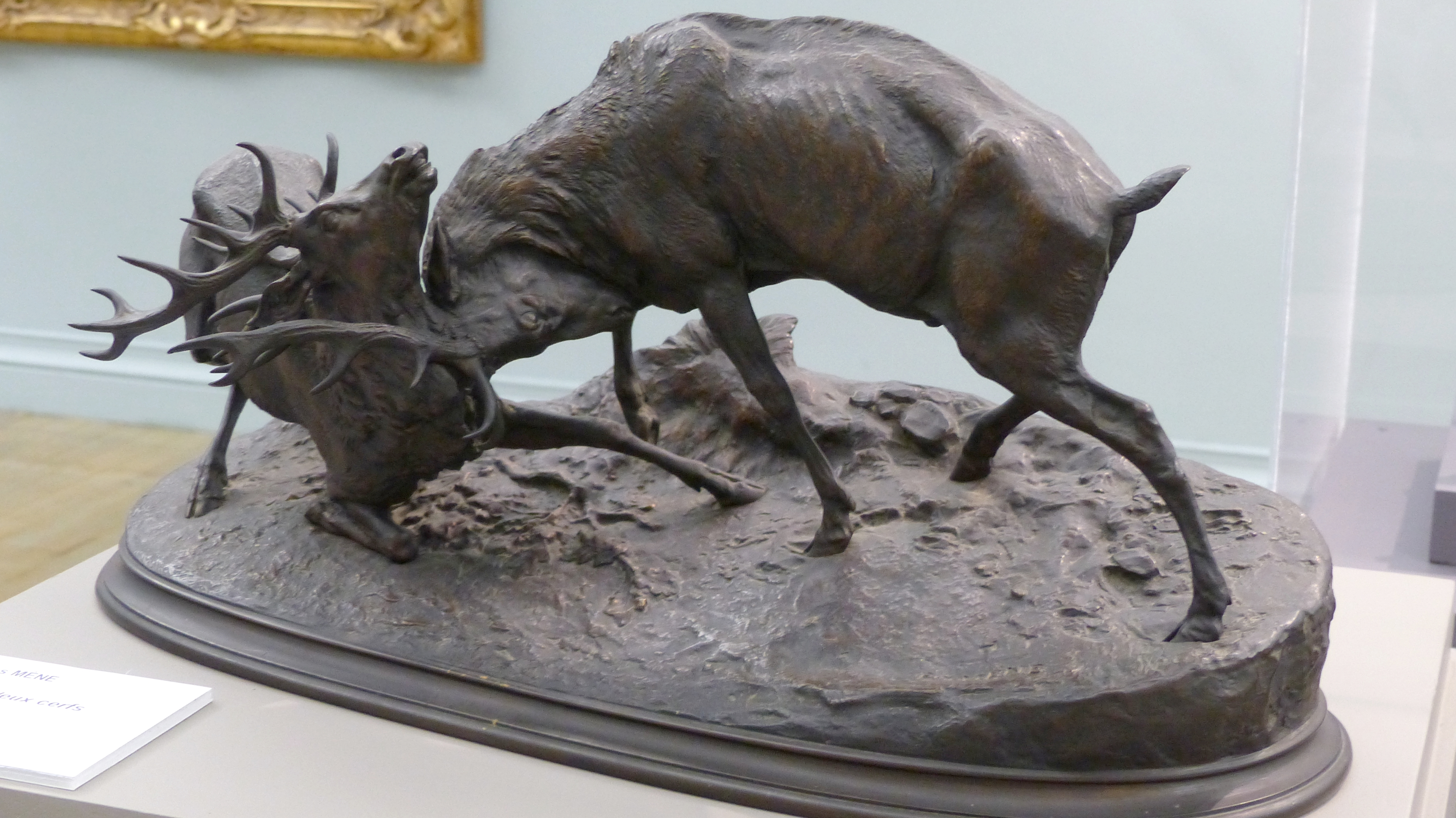
Сражающиеся олени
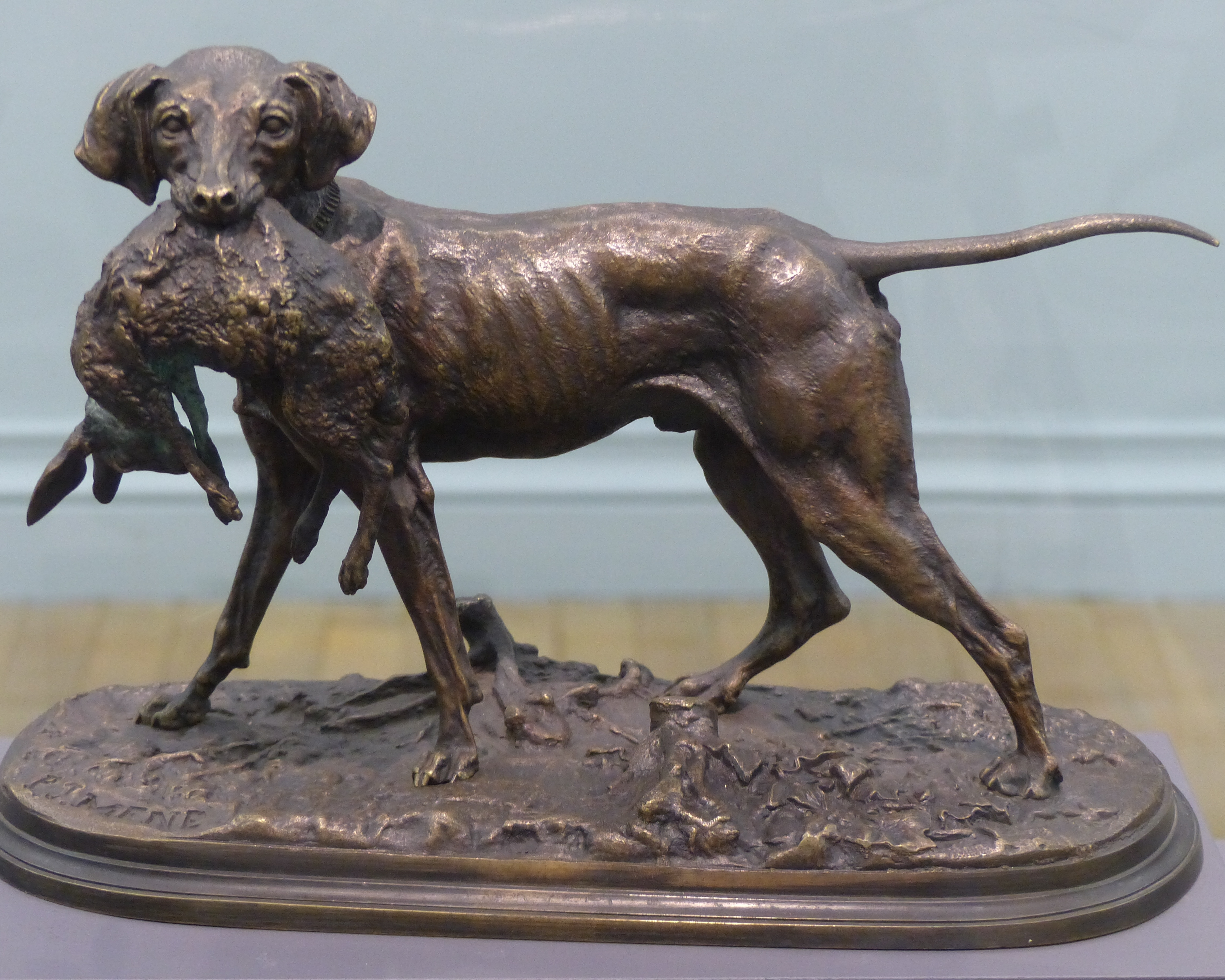
Охотничья собака
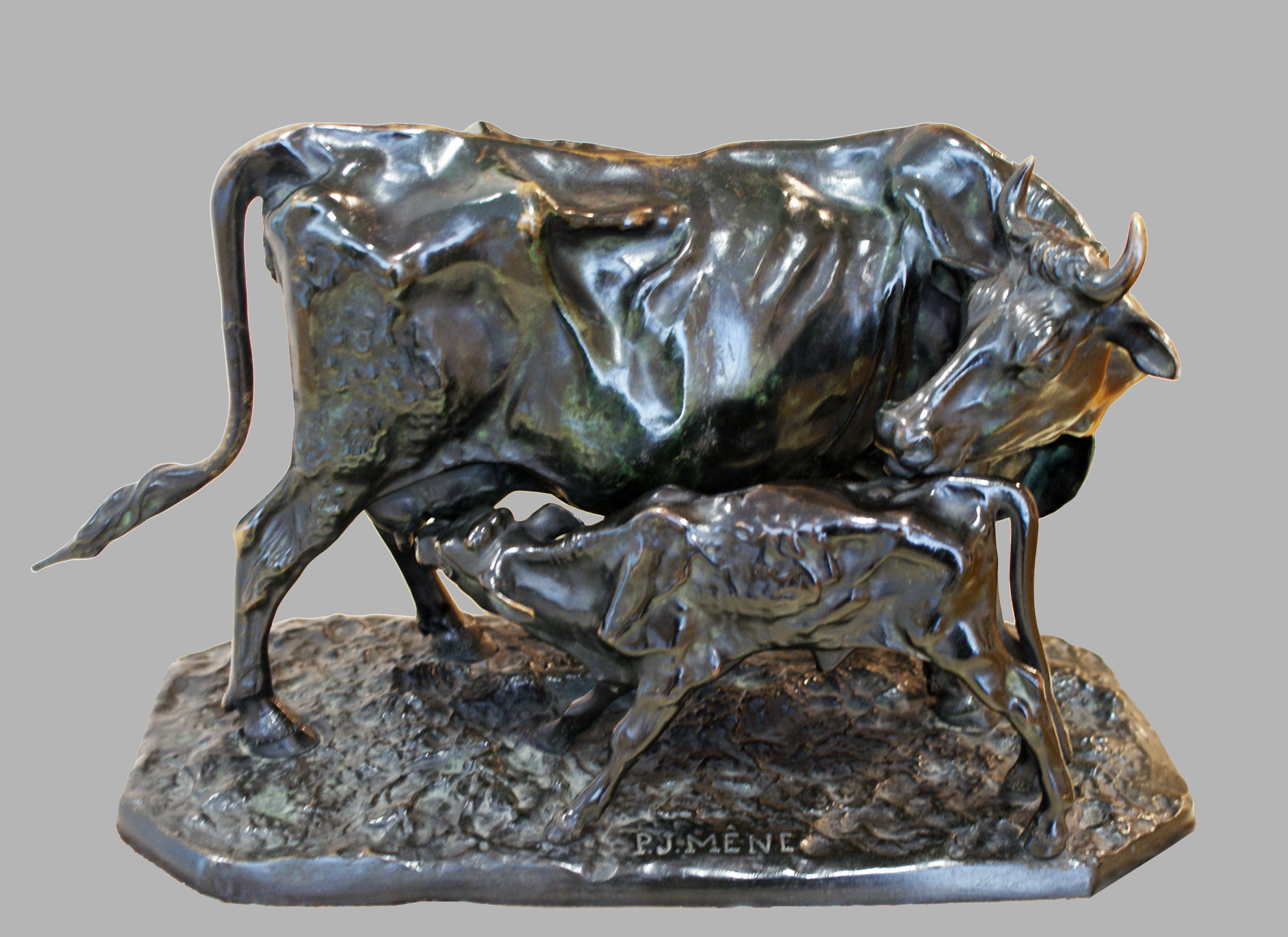
Корова с телёнком
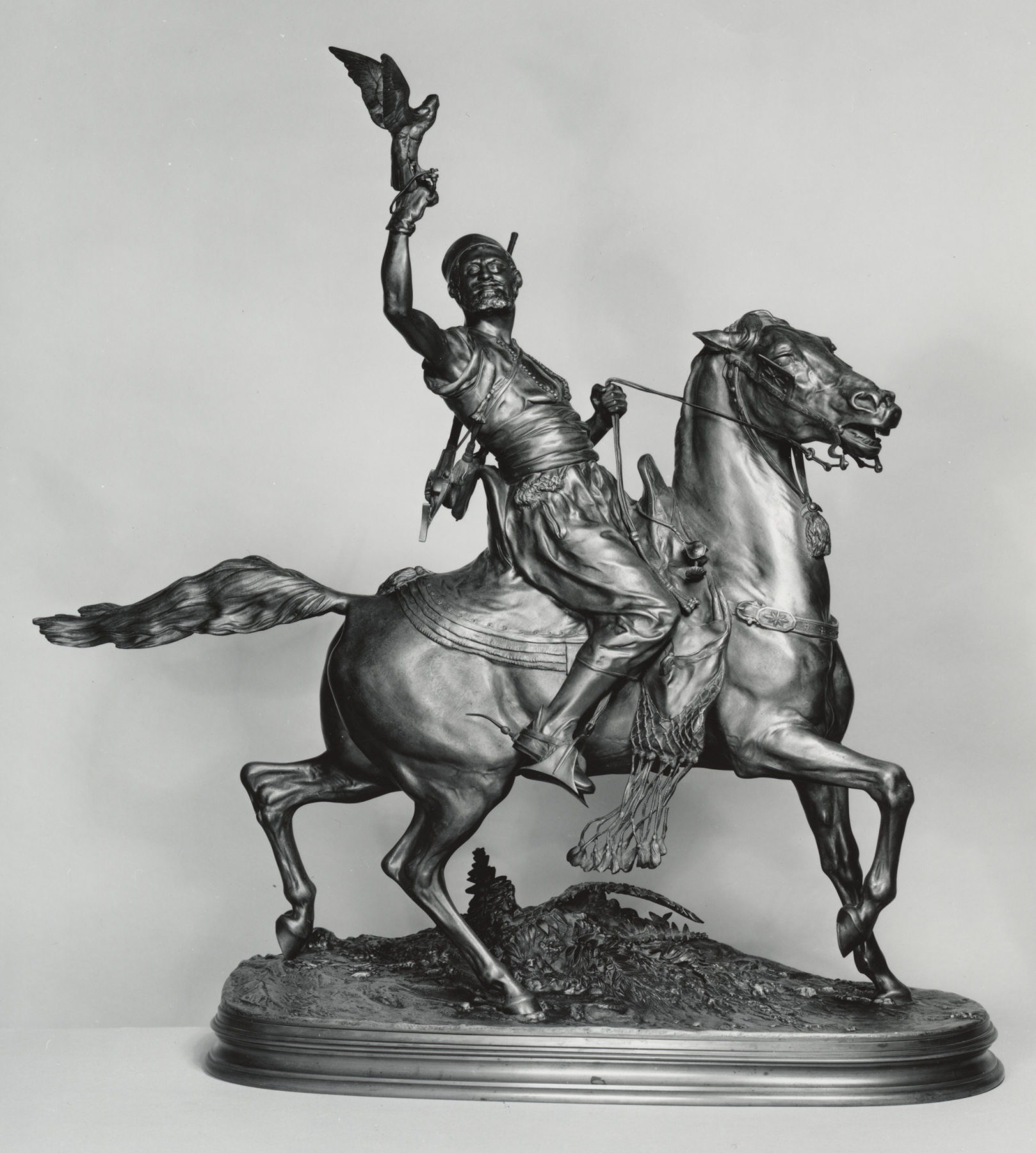
Сокольничий
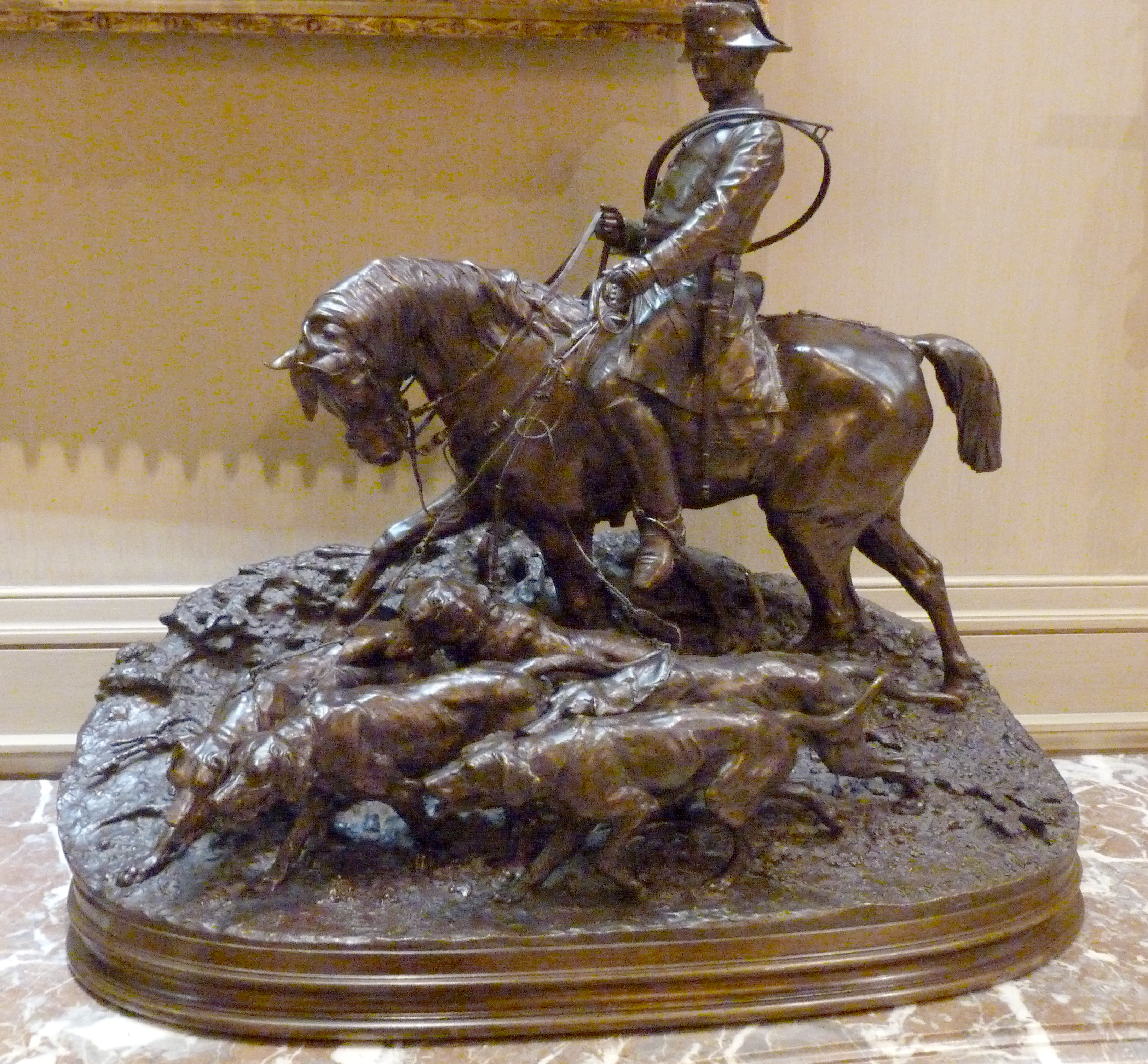
Егерь
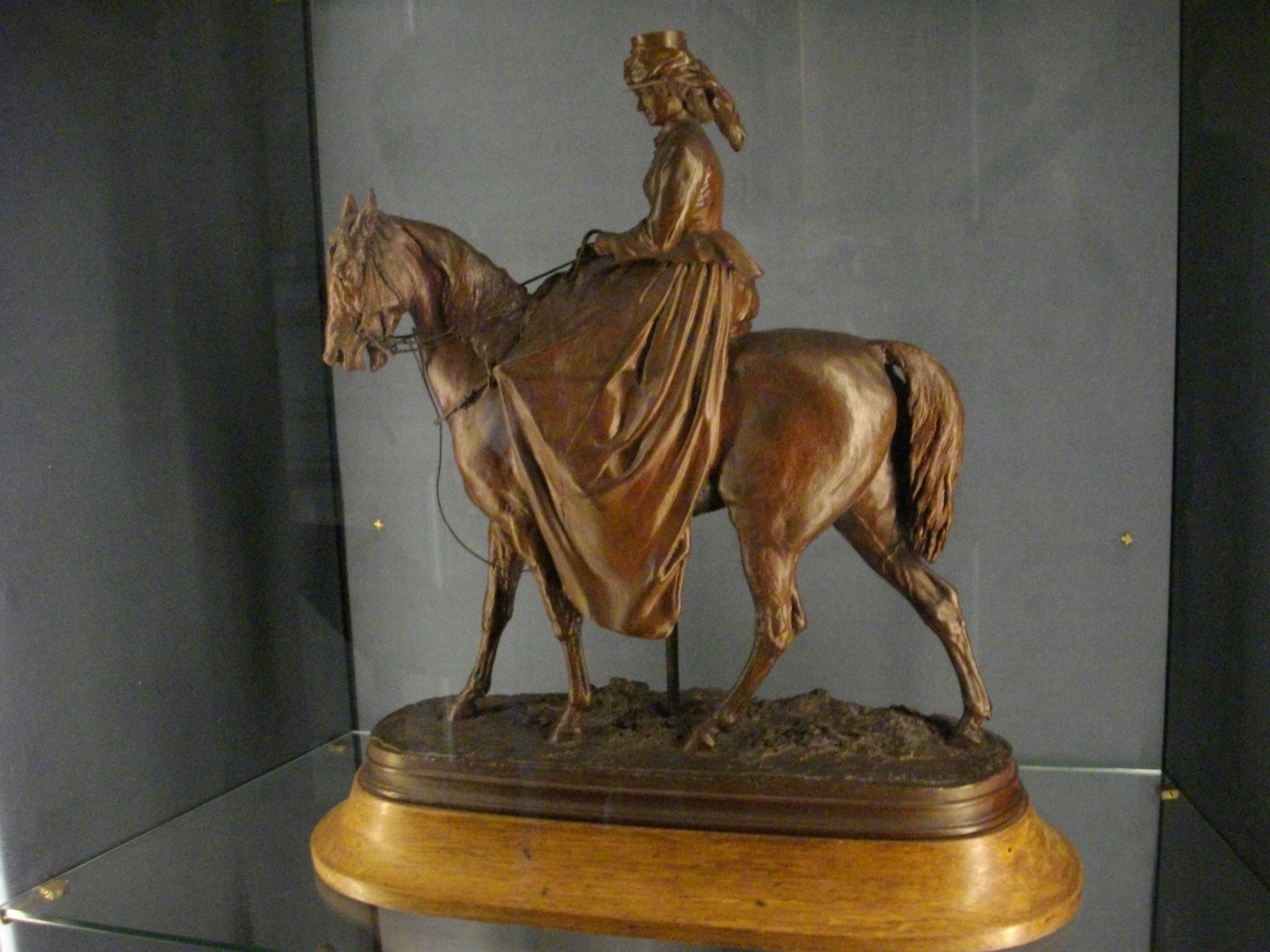
Всадница
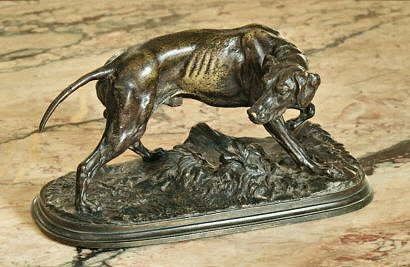
Собака вынюхивает дичь